# Ametralladora Tipo 92
La Tipo 92 fue desarrollada para emplearse a bordo de los aviones del Servicio Aéreo de la Armada Imperial Japonesa antes de la Segunda Guerra Mundial. Era una ametralladora ligera y no debe confundirse con la ametralladora pesada Tipo 92. 

## Descripción
Fue la ametralladora disparada manualmente estándar de los aviones multi-plaza de la Armada Imperial Japonesa durante la mayor parte de la Guerra del Pacífico. Demostró ser sumamente incapaz de cumplir su objetivo, siendo reemplazada en los aviones producidos en la última etapa de la guerra por las ametralladoras Tipo 1 y Tipo 2 o el cañón automático Tipo 99.
Siendo básicamente una copia de la conocida Lewis, la Tipo 92 era alimentada mediante un tambor situado sobre el cajón de mecanismos y era montada sobre afustes flexibles. La principal diferencia entre ambos modelos era que la Tipo 92 tenía un guardamonte más grande y no tenía aletas de enfriamiento alrededor del cañón y el cilindro de gases. Ni las ametralladoras aéreas Lewis británicas del período de entreguerras ni la Tipo 92 llevaban el característico tubo de enfriamiento de la ametralladora original (aunque las versiones terrestres generalmente lo conservaron). Fue retirado al descubrirse que la corriente de aire generada por el avión en vuelo era suficiente para enfriar el cañón y que se podían ahorrarse unos cuantos kilogramos retirándolo.  

## Aviones armados con la Tipo 92
- Aichi D1A
- Aichi D3A
- Aichi E13A
- Kawanishi E7K2[2]
- Kawanishi H6K
- Kawanishi H8K
- Mitsubishi F1M[3]
- Mitsubishi G3M
- Mitsubishi G4M
- Nakajima B5N
- Nakajima B6N
- Yokosuka B4Y
- Yokosuka K5Y